# Herzl Rosenblum

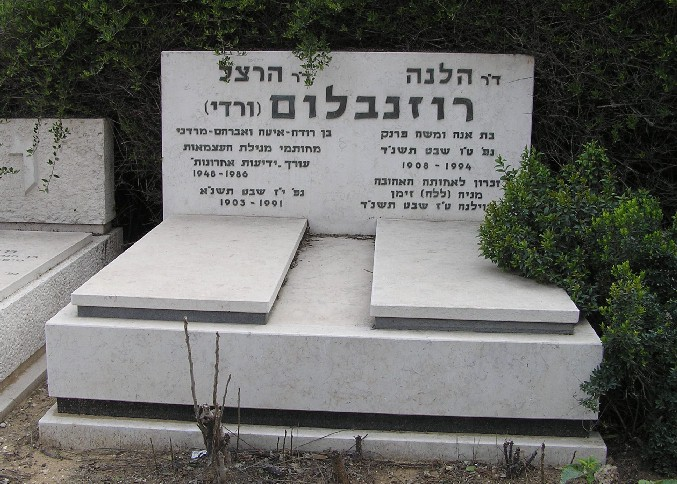
Tumba de Rosenblum en Tel Aviv.

Herzl Rosenblum (en hebreo: הרצל רוזנבלום‎), (también conocido como Herzl Vardi, 14 de agosto de 1903 - 1 de febrero de 1991) fue un periodista y político israelí. Signatario de la Declaración de Independencia de Israel, trabajó como editor de Yedioth Ahronoth durante más de 35 años.

## Biografía
Nacido en Kaunas en el Imperio Ruso (actualmente Lituania), Rosenblum se mudó a Viena después de experimentar el antisemitismo y se le impidió estudiar derecho. En Viena, estudió derecho y economía, obteniendo un doctorado.
Luego se mudó a Londres, donde trabajó como ayudante de Ze'ev Jabotinsky, líder del movimiento revisionista sionista. En 1935 emigró a Eretz Israel y comenzó a trabajar para el periódico HaBoker, donde escribía bajo el seudónimo de Herzl Vardi.
En 1948, Rosenblum firmó la Declaración de Independencia de Israel como representante del movimiento revisionista. Cuando se acercó a firmar, el líder de Yishuv, David Ben-Gurion, le dijo: "Firme como Vardi, no como Rosenblum", ya que quería más nombres hebreos en el documento. Aunque Rosenblum luego cambió legalmente su nombre a Vardi (de ahí que su hijo se llamara Moshe Vardi), nunca lo usó y luego admitió que deseaba haber firmado como Rosenblum.
Al año siguiente, Rosenblum se convirtió en editor de Yedioth Ahronoth luego de la partida de Ezriel Carlebach y varios otros miembros del personal para fundar Yedioth Maariv. Permaneció como editor hasta 1986, tiempo durante el cual el periódico se convirtió en el de mayor venta en el país. Su hijo, Moshe, fue contratado más tarde como editor. Después de su retiro, publicó sus memorias, Gotas del mar (en hebreo: טיפות מן הים‎, Tipot min HaYam).